# Alphonse Carpentier
Jean-Baptiste Alphonse Carpentier (Brussel, 20 februari 1869 - 9 april 1934) was een Belgisch senator.

## Levensloop
Carpentier was journalist van beroep.
Hij stapte in de politiek door in 1910 gemeenteraadslid te worden verkozen van Zaventem. Hij werd onmiddellijk schepen en bleef dit tot in 1920.
Hij werd provincieraadslid voor Brabant. In 1913 werd hij liberaal senator voor het arrondissement Luik, na het overlijden van de socialist Charles Clément, en oefende dit mandaat uit tot in 1921. Bij de verkiezingen van 1919 werd Carpentier verkozen vanop de socialistische lijst, maar bleef hij de liberalen vertegenwoordigen. 
In januari 1925 werd hij opnieuw senator, in opvolging van de overleden Albert Poelaert. Hij bleef dit maar drie maanden, want bij de verkiezingen van 4 april 1925 was hij geen kandidaat meer. 

## Publicatie
- La Roumanie moderne, Brussel, 1910.